# راغاتسي فيوري
راغاتسي فيوري (بالإيطالية: Ragazzi fuori)‏ أو يبدون كالأولاد هو فيلم إيطالي درامي للمخرج الإيطالي ماركو ريسي بأسلوب واقعي جديد من كتابة غريمالدي أوريليو. صدر في عام 1990، وهو تكملة لفيلم ميري بير سيمبري 1989. الفيلم من بطولة فرانشيسكو بنينيو وأليساندرو دي سانزو وسلفاتوري تيرميني.

## روابط خارجية
- راغاتسي فيوري على موقع IMDb (الإنجليزية)
- راغاتسي فيوري على موقع أول موفي (الإنجليزية)
- راغاتسي فيوري على موقع فيلمافينيتي (الإسبانية)
- راغاتسي فيوري على موقع قاعدة بيانات الأفلام السويدية (السويدية)
- راغاتسي فيوري على موقع قاعدة بيانات الفيلم (الإنجليزية)
- راغاتسي فيوري على موقع ليتربوكسد (الإنجليزية)
- راغاتسي فيوري على موقع كينوبويسك (الروسية)